# Grundmühle (Mihla)

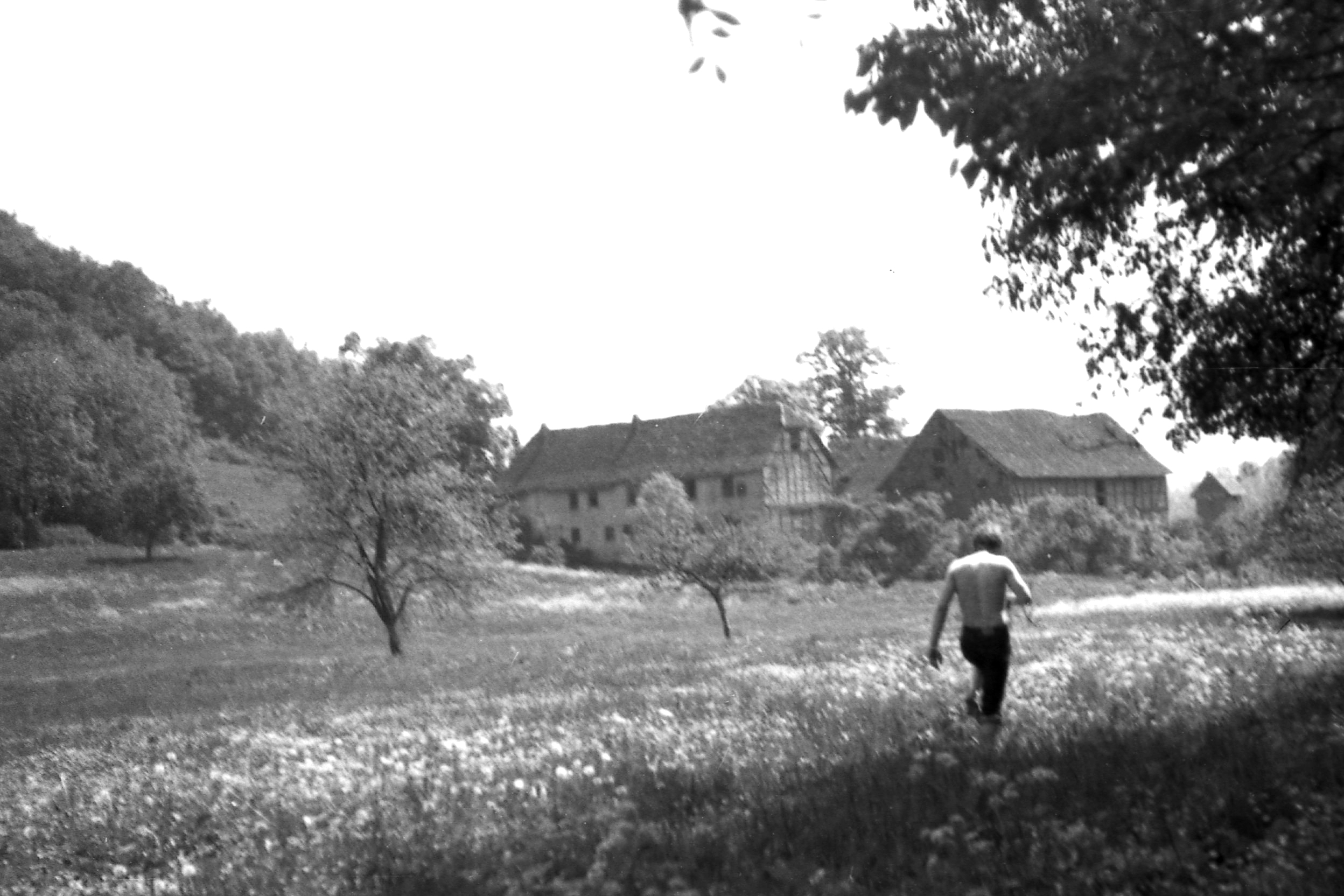
Die Grundmühle im Jahr 1985, kurz vor dem Abriss

Die Grundmühle war eine Wassermühle am Lempertsbach bei Mihla im heutigen Gebiet der Stadt Amt Creuzburg im Wartburgkreis in Thüringen.

## Geschichte
Die Existenz der Grundmühle am Lempertsbach, zwischen Mihla und Nazza in der Gemarkung Mihla gelegen, ist bis ins 16. Jahrhundert belegbar. Einst soll sich hier das Dorf Almenhusen befunden haben.
Die oberschlächtige Wassermühle wurde von den Eigentümern, den Herren von Harstall, verpachtet. Die Grundmühle, die mit aus dem Lempertsbach abgeleiteten Wasser betrieben wurde, diente den umliegenden Orten als Mahlmühle.
In den 1920er Jahren endete die Mühlennutzung und das Anwesen wurde verkauft. Der Zweite Weltkrieg beendete die Nachnutzung als Gaststätte und Pension. Unklare Eigentumsverhältnisse und eine nahegelegene Trinkwasserschutzzone verhinderten nach dem Krieg eine werterhaltende Unterhaltung der Gebäude. In der zweiten Hälfte der 1980er Jahre wurden die inzwischen verfallenen Gebäude abgerissen.